# Јерг Демус
Јерг Демус (Санкт Пелтен, 2. децембар 1928 — Беч, 16. април 2019) био је аустријски класични пијаниста који се појавио у иностранству и снимио мноштво снимака. Такође је био композитор и предавач на музичким академијама. У композицији и свирању фокусирао се на камерну музику и лиед. Свирао је са певачима попут Елизабет Шварцкопф и Дитрих Фишер Дискау, као клавирски дуо са Паулом Бадуром-Шкодом, и са гудачима као што су Јосеф Сук и Антонио Јанигро  Демус је имао кључну улогу у довођењу историјског фортепијана на концертне подијуме. Примио је национални орден Легије части, међу многим наградама. Сматрају га једним од водећих аустријских пијаниста непосредно након Другог светског рата.

## Биографија
Рођен је 2. децембра 1928. у Санкт Пелтену, као син историчара уметности Ото Демуса и концертне виолинисткиње. Са шест година Демус је добио прве часове клавира. Пет година касније, са једанаест година, ступио је на Бечку музичку академију, учећи свирање клавира, композицију и дириговање. Као пијаниста дебитовао је још као студент: са 15 година свирао је Бахове збирке композиције „Добро темперовани клавир” у Пријатељском музичком друштву. Дипломирао је 1945. године, након чега је наставио да студира дириговање код Јозефа Крипса и Ханса Сваровског. Демус је студирао у Паризу код Ив Нета од 1951. до 1953. године. Године 1953. даље је студирао код Вилхелма Кемпфа, Артура Бенедетија Микеланђела и Едвина Фишера, и похађао је течајеве код Валтера Гизекинга.
Године 1951. имао је прву турнеју по Јужној Америци, а затим је међународно учествовао. Свирао је у Енглеској и Француској. Године 1972. је обишао Јужну Африку свирајући у свим већим градовима. Године 1974. наступио је на концерту Пибоди Мејсон у Бостону.
Био је активан као лиед и партнер у камерној музици, наступајући са певачима попут Елизабет Шварцкопф и Дитрих Фишер Дискау, Ели Амелинг и Петер Шрајер, као и са гудачима као што су Јозеф Сук и Антонио Јанигро. Наступао је као солиста са модерним и историјским инструментима, враћајући фортепијано на концертне подијуме. Сарађивао је са Паулом Бадуром-Шкодом на концертима и на књизи која се односи на интерпретацију Бетовенових соната за клавир.
Свирање Бахових дела показало је њихову структуру као и мелодију. Фаворизовао је Шуманову музику, откривајући висок степен разигране лакоће поред романтичне изражајности. Свирање Дебисове музике истиче се у Klangsinn, осећај за живописни импресионистички звучни свет. Сакупио је историјске инструменте са тастатуром и поклонио их музеју. Предавао је на музичким академијама у Бечу и Штутгарту.
Био је композитор, углавном музике за клавир, камерну музику и лиед, компонујући у генерално конзервативном стилу. Инспирацију за музику за виолончело и клавир налази у песама Пола Верлена и позне Шуманове музике.
Наставио је да свира мало пре своје смрти, наступајући са Паулокм Бадуром-Шкодом 2018. године. Преминуо је у Бечу 16. априла 2019, након кратке болести.

## Награде
Године 1956. освојио је прву награду на међународном клавирском такмичењу Феручо Бузони. Године 1979. добио је Моцартову медаљу Mozartgemeinde Wien. Добитник је награде аустријске декорације за науку и уметност 2006. године, Бетовеновог прстена и друштва 1977. године, награде Роберта Шумана у Цвикау и националног ордена Легије части.

## Снимци
Међу многим његовим снимцима налазе се комплети клавирских дела Роберта Шумана и Клода Дебисија. Такође је снимио Шубартов Impromptus на етикети Deutsche Grammophon. Снимао је на историјским инструментима, укључујући, на пример, најранији такав снимак Бетовенове сонате Waldstein 1970, на Бродвуду из 1802.
Снимио је неколико композиција са виолончелом Маријом Клигел, укључујући Poetische Sonate у г-молу, оп. 8, Liebe оп. 21, после Crimen Amoris, сонате за виолончело у ц-молу, Il Tramonto оп. 35 и Nacht der Sterne оп. 14.